# میران کیبه
میران کیبه (ژاپنی: 木部 未嵐؛ زادهٔ ۱۸ ژوئن ۱۹۹۴) یک بازیکن فوتبال اهل ژاپن است.
از باشگاه‌هایی که در آن بازی کرده‌است می‌توان به باشگاه فوتبال ماتسوموتو یاماگا اشاره کرد.